# Vaz/Obervaz
Vaz/Obervaz (en romanx Vaz i en alemany Overvaz) és un municipi del Cantó dels Grisons (Suïssa), situat al districte d'Albula.

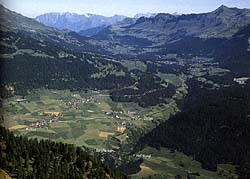
El poble de Vaz/Obervaz